# MERISE
Merise es un método integrado de análisis, concepción y gestión de proyectos, desarrollado en Francia. El mismo provee un marco metodológico y un lenguaje común riguroso para los desarrollos informáticos. Esta metodología propia está basada en el modelo de procesos del ciclo de vida de desarrollo ISO/IEC 12207 (Information Technology - Software Life Cycle Processes).

## Etapas Merise
- Etapa 1: Esquema director
- Etapa 2: Estudio preliminar
- Etapa 3: Análisis detallado
- Etapa 4: Análisis técnico
- Etapa 5: Realización
- Etapa 6: Mantenimiento